# Marguerite von Anjou-Sizilien

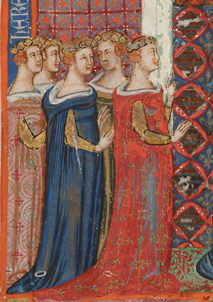
Marguerite mit ihren Schwestern

Marguerite von Anjou-Sizilien (* 1273; † 31. Dezember 1299) war eine Gräfin von Anjou und Maine aus dem älteren Haus Anjou.

## Leben
Marguerite war die älteste Tochter Karls II. von Anjou († 1309), König von Neapel, und der Maria von Ungarn († 1323). Ihr Vater verlobte sie in einem Abkommen, welches er in Corbeil am 28. Dezember 1289 mit der französischen Krone traf, mit dem Grafen Karl I. von Valois, dem Bruder König Philipps IV. des Schönen. Der Grund dieser Ehe lag in der sizilianischen Vesper (1283), in der Margaretes Vater die Insel Sizilien an Aragon verlor, und dem darauffolgenden französischen Kreuzzug gegen Aragon (1285), in dem der Graf von Valois von Papst Martin IV. mit der Krone Aragons belehnt wurde. Der Kreuzzug scheiterte allerdings und Marguerites Vater geriet im Kampf gegen den König von Aragon in dessen Gefangenschaft. Eine Bedingung für seine Freilassung war die Aufgabe der Thronansprüche Karls von Valois. Dieser zeigte sich dazu bereit und bekam die Hand Margaretes als Entschädigung für seine entgangene Krone, seine Braut sollte ihm die Grafschaften Anjou und Maine in die Ehe bringen.
Die Eheschließung fand am 16. August 1290 statt, nachdem der nötige päpstliche Dispens erteilt worden war, denn Marguerite und ihr Ehemann waren Cousins zweiten Grades mit König Ludwig VIII. von Frankreich als gemeinsamen Vorfahren.
Aus dieser Ehe entsprangen folgende Kinder:
- Isabelle (* 1291; † 1309)
  - ⚭ 1297 mit Herzog Johann III. von Bretagne (* 1286; † 1341)
- Philipp (* 1293; † 1350), Graf von Valois, 1328 als Philipp VI. König von Frankreich, Gründer des Hauses Valois
- Jeanne (* 1294; † 1352)
  - ⚭ 1305 mit Wilhelm III. (* 1286; † 1337), Graf von Holland und Hennegau
- Marguerite (* 1295; † 1342)
  - ⚭ 1310 mit Guy de Châtillon († 1342), Graf von Blois (Haus Châtillon)
- Karl II. (* 1297; † 1346), Graf von Alençon
- Catherine (* 1299; † 1300)

Marguerite wurde – ebenso wie ihr Ehemann – in Saint-Jacques in Paris beerdigt.